# Pythiaceae
Las Pythiaceae es un familia de fitóftoras. Incluye a hongos fitopatogénicos en el género Phytophthora; y patógenos de plantas y de animales en el género Pythium.

## Ciclo de vida
- Vida terrestre, acuática, y combinación de los dos, anfibio

- Vida como parásitos mortales, causando serias enfermedades a plantas y a animales, cuando son terrestres.

- Predomina el estadio de vida diploide (2N), con una corta haplofase iniciada tanto en la reproducción sexual como en la asexual (el homotalismo predomina en la Familia) para fusionar gametos.

## Reproducción
- El esporangio puede germinar vía un tubo germinal o por medio de zoosporos mótiles, dependiendo de la sp. y de las condiciones ambientales.

## Importancia económica
- Algunas especies de Pythium causan el "damping-off" en plántulas (germinaciones).